# تیمور بن فیصل
تیمور بن فیصل بن ترکی بن سعید بوسعیدی (۱۸۸۶ – ۲۸ ژانویه ۱۹۶۵)، سلطان عمان بود.
وی پس از مرگ پدرش بر مسند حکمرانی نشست. وی اولین فردی از سلاطین عمان هستند که کابینهٔ نخست‌وزیری تشکیل داد.
او در سال ۱۹۲۰ با محمد بن عبدالله خلیلی در شهر «السیب» پیمان دفاع مشترک بستند که در حال از هجوم بیگانه از عمان حمایت نمایند. در سال ۱۳۵۰ قمری از حاکمیت کناره‌گیری نمودند و پسرش سعید برجایش برمسند حکم نشست. تیمور بن فیصل در اواخر عمرش به هند مهاجرت نمودند و در همان‌جا بدرود حیات گفت.